# 마이푸 (칠레)
마이푸(스페인어: Maipú)는 칠레 산티아고 수도주 산티아고 현의 코무나이다.